# Іганіно (Новокузнецький район)
Іга́ніно (рос. Иганино) — селище у складі Новокузнецького району Кемеровської області, Росія. Входить до складу Красулинського сільського поселення.
Стара назва — Іганіна.

## Населення
Населення — 85 осіб (2010; 136 у 2002).
Національний склад (станом на 2002 рік):
- росіяни — 97 %